# Inna Modja
Inna Bocoum, coneguda artísticament com Inna Modja (Bamako, 19 de maig de 1948), és una cantant, model, actriu i activista maliana.

## Biografia

### Infància i adolescència
És nascuda a Bamako, la capital de Mali, en el sí d'una família fulani de set fills, dels quals és la sisena. Deu el seu nom artístic, Inna Modja (Inna Moƴƴa) al que li deia la mare quan era nena, que significa "l'Inna és dolenta" o "l'Inna no és bona" en ful. El seu pare era diplomàtic i la mare, llevadora. Als sis anys, els seus pares la van inscriure en un cor. A casa, el pare va animar-la a progressar, fent-la escoltar discos que li agradaven (artistes com Ray Charles, Ella Fitzgerald, Otis Redding o Sarah Vaughan), però també va estar molt influenciada pels seus germans grans, ampliant el ventall amb trash punk, rap, heavy metal, blues, soul i disco.
Quan era adolescent, va dubtar entre el rock dur i les cançons d'amor. Amb 15 anys, el seu veí, el músic Salif Keïta, va ajudar-la a entrar en la seva antiga banda, la Super Rail Band, un grup que barreja la música tradicional africana amb tot tipus de ritmes internacionals, com rock, swing, bossa nova, disco o jazz.

### Carrera musical

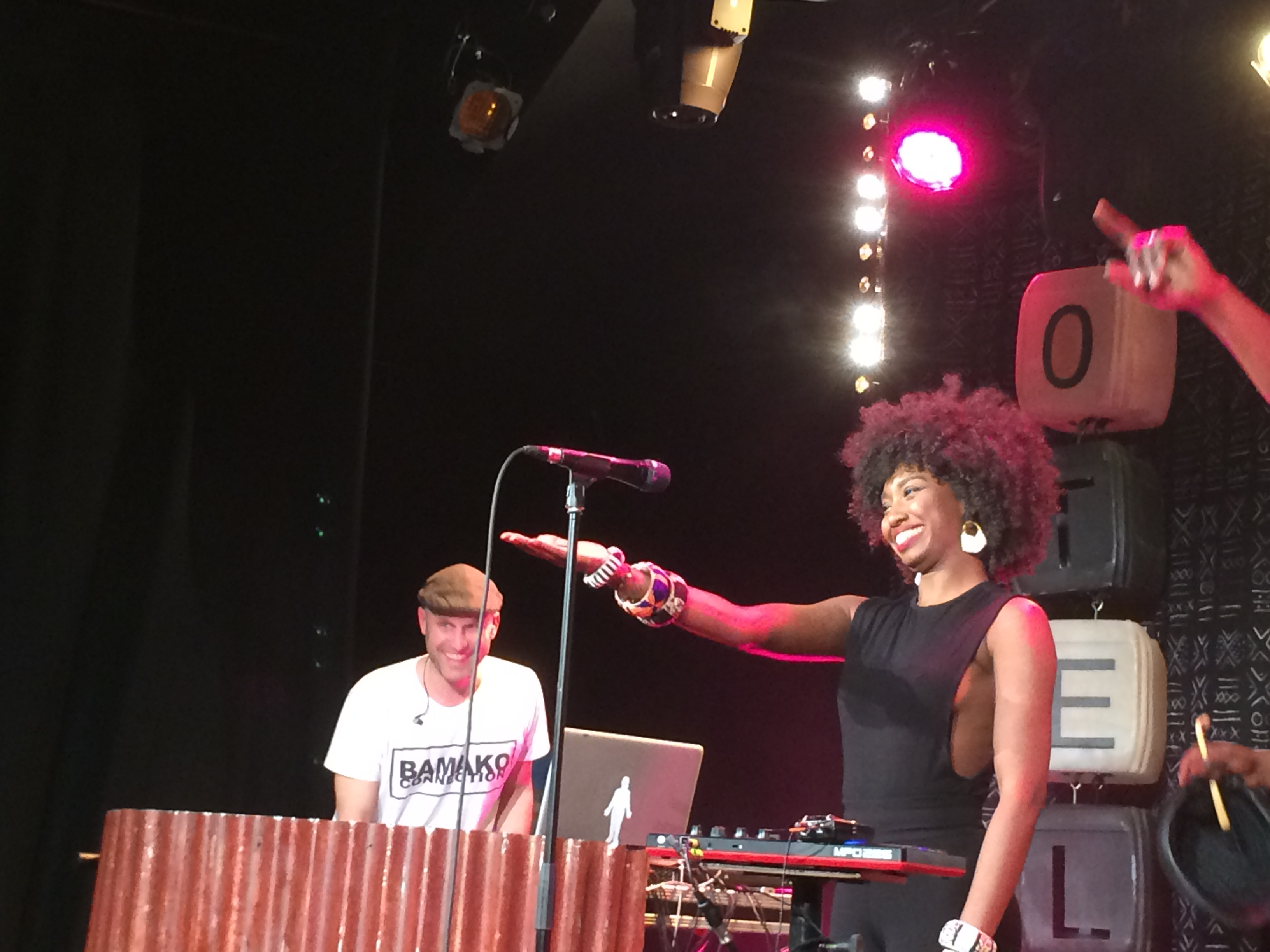
2016

A partir d'aquesta experiència, Inna Modja va aprendre a adaptar-se a diversos ritmes. Finalment va optar per una mescla elegant de pop i soul. Després d'un duet amb Jason Mraz, retransmès per France 2 amb motiu del Dia de la Música, Inna Modja coneix la cantautora francesa Sliimy. Aquesta va escriure i compondre la cançó Mister H, el primer senzill de l'àlbum debut de Modja, Everyday is a New World, llançat l'octubre de 2009. Un amic del seu pare, el fotògraf malià Malick Sidibé, va fer les fotos d'aquell LP.
El juny de 2011 va llançar el senzill, French Cancan (Monsieur Sainte Nitouche), l'avançada del seu segon disc. Es convertiria en un dels èxits d'aquell estiu, arribant a les primeres posicions de les llistes d'èxit a França. El 7 de novembre, es publica l'àlbum Love Revolution, promocionat amb un nou senzill, La Fille du Lido. El tercer single va ser I Am Smiling, que va ser llançat el febrer de 2012.
En el tercer disc (Motel Bamako, 2015) decideix cantar principalment en bambara, però també en anglès i francès, sobre l'amor, les ferides de la guerra, la imatge de la dona. Amb títols com Timbuktu (el vídeo del qual es va rodar a l'estudi fotogràfic de Malick Sidibé a Bamako), torna a les seves arrels, cantant i rapejant en bambara. En aquest disc, encara més compromès que els anteriors, convida les dones malianes a fer-se escoltar, a «treure's la bena de la boca».
El 15 de desembre de 2017, Le Parisien va anunciar que Arielle Dombasle, Mareva Galanter, Inna Modja i Helena Noguerra formarien el grup de música Les Parisiennes. El 27 d'abril de 2018 van editar un disc homònim, i setmanes després van iniciar la gira de presentació al Folies Bergère.

### Actriu i presentadora
El 2013, va protagonitzar Pendant ce temps, una secció d'humor al programa de televisió Le Grand Journal. Ha tingut papers en diverses pel·lícules, com Wùlu (Daouda Coulibaly, 2016) o La Sainte famille (Louis-Do de Lencquesaing, 2019).
El 2016, Inna va presenta Catwalk, un programa centrat en la moda, al canal de televisió Elle Girl TV. També aquell any, va aparèixer al pòdcast feminista La Poudre.

## Vida personal
Als 21 ans anys es va casar amb un francès d'origen grec del qual es va divorciar uns anys més tard. L'any 2009 va iniciar una relació amb l'arquitecte i director italocroat, Marco Conti Sikic. És vegetariana.
Inna Modja és molt activa en campanyes contra la mutilació genital femenina. Ella va ser sotmesa a l'ablació als quatre anys — igual que les seves quatre germanes —, fets que va expressar en una de les seves cançons. Va poder beneficiar-se de la cirurgia reconstructiva als 22 anys. També va posicionar-se contra la violència masclista al seu clip La Valse de Marylore, i en defensa de la justícia climàtica. És padrina de la Casa de la Dona de l'Hospital Delafontaine de Saint-Denis.

## Reconeixements
Va ser inclosa a l'Orde Nacional del Mèrit per decret de 21 de maig de 2021. El 2023 fou nomenada ambaixadora de bona voluntat de la Convenció de les Nacions Unides per la lluita contra la desertificació, i va rebre, de part de Hindou Oumarou Ibrahim, la candidatura al premi Pritzker Emerging Environmental Genius, que entrega la.Universitat de Califòrnia a Los Angeles. El desembre de 2024, la BBC va incloure-la en la seva llista 100 Women, que reconeix a les dones més inspiradores i influents de l'any a nivell mundial.